# Estándares Internacionales para Nombrar Patovares de Bacterias Fitopatogénicas
Los Estándares Internacionales para Nombrar Patovares de Bacterias Fitopatogénicas (en inglés y el original, International Standards for Naming Pathovars of Phytopathogenic Bacteria) son un código consensuado para la nomenclatura (formación y uso de un "nombre científico") de las bacterias patógenas de plantas.
El uso de este código para nombrar a estos organismos en particular está consensuado en la comunidad científica, por ejemplo está explicitado en el BioCode.